# Academia de Música de Sarajevo
La Academia de Música de Sarajevo (en bosnio: Muzička akademija u Sarajevu) es un conservatorio que es parte de la Universidad de Sarajevo, en el país europeo de Bosnia y Herzegovina. La Academia cuenta con siete departamentos y un instituto: Departamento de Composición y Conducción; Departamento de Solos, Departamento de Piano y Percusión, Departamento de Instrumentos de Cuerda, Departamento de Instrumentos de Viento, Departamento de Musicología, Departamento de Teoría de la Música y Pedagogía y el Instituto de Musicología.